# 黑茨莱斯
黑茨莱斯是德国巴伐利亚州的一个市镇。总面积11.75平方公里，总人口1308人，其中男性640人，女性668人（2011年12月31日），人口密度111人/平方公里。